# Colossendeis rostrata
Colossendeis rostrata är en havsspindelart som beskrevs av Turpaeva, E.P. 1994. Colossendeis rostrata ingår i släktet Colossendeis och familjen Colossendeidae.
Artens utbredningsområde är Södra Ishavet. Inga underarter finns listade i Catalogue of Life.